# Кресцентин
Кресцентин — белок, который является бактериальным гомологом промежуточных филаментов эукариотических клеток. У тубулинов и актинов, главных цитоскелетных белков, есть прокариотические гомологи — белки FtsZ и MreB; также белки промежуточные филаменты эволюционно связаны с белком кресцентином.

## Роль кресцентина в поддержании формы клетки
Кресцентин был недавно обнаружен у прокариота Caulobacter crescentus, водной бактерии, которая использует молекулы кресцентина, имеющие форму полумесяца, для большей подвижности. Кресцентин располагается на вогнутой стороне этих клеток и, видимо, необходим для поддержания их формы; мутанты по гену кресцентина имеют палочковидную форму. Чтобы влиять на форму клеток Caulobacter, спирали кресцентиновых филаментов связываются с внутренней стороной мембраны клетки на одной боковой стороне клетки. Это обусловливает искривленную форму более молодых клеток, которые короче, чем шаг спирали кресцентина, но обусловливает спиральную форму более старых и более длинных клеток.

## Структура
Как эукариотические промежуточные филаменты, кресцентин формирует волокна и присутствует в клетке в виде спиральных структур. Кресцентин необходим для обеих форм Caulobacter (изогнутая форма и спиральная форма, которую клетки могут принять после длительной стационарной фазы). Молекула кресцентина содержит 430 аминокислотных остатков; его последовательность главным образом состоит из повторяющихся участков длиной в 7 остатков, которые формируют двухспиральную структуру. У последовательности ДНК есть участки, очень похожие на участки генов эукариотических кератинов и ламинов, также отвечающих за формирование двуспиральных структур. Ausmees и др. недавно доказали, что, как белки промежуточных филаментов животных, кресцентин имеет центральный стержень, состоящий из четырех биспиральных сегментов. И эукариотические промежуточные филаменты, и кресцентин обладают первичной последовательностью, включающей в себя четыре α — спиральных сегмента, наряду с не — α — спиральными связующими участками. Важное различие между кресцентином и промежуточными филаментами животных — то, что кресцентин не обладает консенсусными последовательностями на концах стержня, характерными для ламинов и кератинов.

## Пучок филаментов
Эукариотические белки промежуточных филаментов собираются в пучки — филаменты диаметров 8-15 нм — внутри клетки. При этом не требуются затраты энергии, то есть, нет надобности в расщеплении АТФ или ГТФ. Ausmees и др. продолжали исследования кресцентиновых волокон, пытаясь выяснить, может ли белок образовывать микрофиламенты такой же формы, как в клетке, в лабораторных условиях. Они обнаружили, что кресцентин действительно может формировать филаменты толщиной приблизительно 10 нм, и что некоторые из этих волокон соединяются боковыми сторонами, формируя пучки, так же, как эукариотические промежуточные филаменты. Схожесть кресцентина с белками эукариотического промежуточного филамента позволяет предполагать, что между этими двумя цитоскелетными белками есть эволюционная связь.